# Засурье (Алтайский край)
Засурье — посёлок в Краснощёковском районе Алтайского края. Входит в состав Карповского сельсовета.

## География
Расположен на реке Засурье, в 3 км к северо-западу от села Карпово Второе.

## Население
| 1997 | 1998 | 1999 | 2000 | 2001 | 2002 |
| ---- | ---- | ---- | ---- | ---- | ---- |
| 172  | ↗176 | ↘173 | ↘163 | ↘151 | ↗153 |
| 2003 | 2004 | 2005 | 2006 | 2007 | 2008 |
| ↗156 | ↘150 | →150 | ↗197 | ↘145 | ↘143 |
| 2009 | 2010 | 2011 | 2012 | 2013 |      |
| ↘130 | ↗134 | ↘130 | ↗131 | ↘126 |      |

Национальный состав
Согласно результатам переписи 2002 года, в национальной структуре населения русские составляли 92 %.